# Miguel Zavaleta
Miguel Zavaleta (province de Buenos Aires, Argentine, né le 16 février 1955) est un chanteur, musicien et compositeur de rock argentin. 

## Biographie
L'artiste a été publié en 1980 pour diriger le groupe de rock/new wave appelé  Suéter j'édite avec cinq projets d'enregistrement et deux albums de compilation. En 2011 il a sorti son premier album solo intitulé No sé, quizás, suerte et vous "accroché" par leur site web.

## Discographie
- Suéter: La reserva moral de Occidente (1982)
- Lluvia de gallinas (1984)
- 20 caras bonitas (1985)
- Misión ciudadano I (1987)
- Sueter 5 (1995)

## Compilations
- Suéter Completo (1988)
- Elefantes en el techo (1997)

## Soliste
- No sé, quizás, suerte (2011)